# Camera dei rappresentanti del Kansas

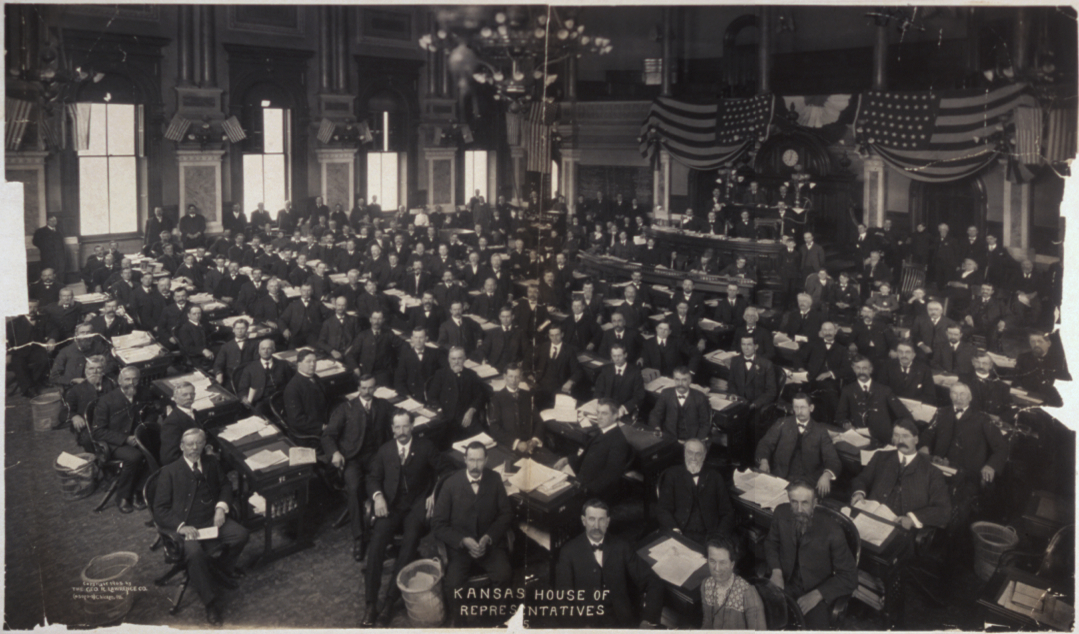
La Camera dei rappresentanti del Kansas, 1905.

La Camera dei rappresentanti del Kansas è, insieme al Senato, una delle due camere della Legislatura del Kansas. Essa si riunisce nel Campidoglio dello Stato del Kansas.
Composta da 125 membri, la Camera viene eletta ogni due anni.